# Phoslock
Phoslock is een gemodificeerd kleiproduct (bentoniet) dat het metaal lanthaan bevat. Lanthaan bindt fosfaat in het water, waardoor het naar de bodem zakt, en dekt het sediment af. Omdat Phoslock gebruikt kan worden om de algenbloei bevorderende fosfaat te binden, kan het middel gebruikt worden om blauwalg te bestrijden.
Het middel Phoslock is ontwikkeld door het Australische overheidsinstituut CSIRO en het is ook in Australië toegepast. Op de vakbeurs Aquatech 2006 is Phoslock in Nederland gepresenteerd.
Het 6 hectare grote watergebied van camping Het Groene Eiland in Appeltern is het eerste Nederlandse water waar het middel is uitgeprobeerd. De 11 ton Phoslock die aan het water werd toegevoegd moest de blauwalg in het zwemwater gaan bestrijden. De proef in Appeltern is geslaagd, maar in Nederland is men terughoudend met het toevoegen van chemische stoffen aan het oppervlaktewater en dus ook met dit middel.